# Sweet Reggae Mix
A Sweet Reggae Mix a Sweetbox projekt tizenhatodik albuma és második remixalbuma. 2009-ben jelent meg. Eddig kiadatlan, reggae stílusú remixeket tartalmaz.

## Számlista
| #   | Cím                                                   | Hossz |
| --- | ----------------------------------------------------- | ----- |
| 1.  | Everything’s Gonna Be Alright (Home Grown Remix)      | 3:11  |
| 2.  | Cinderella (Boom! Me Run Remix)                       | 3:22  |
| 3.  | Somewhere (The Cavemans Remix)                        | 4:10  |
| 4.  | A Whole New World (Reggae Disco Rockers Remix)        | 4:52  |
| 5.  | Boyfriend (Digital Rocky Remix)                       | 3:35  |
| 6.  | Shout (Let It All Out) (“Di Genius” Mix)              | 3:47  |
| 7.  | Every Step (Dancehall Remix)                          | 3:24  |
| 8.  | Killing Me DJ (1 & Indivisible Ragga Dancehall Remix) | 3:46  |
| 9.  | Vaya con Dios (Gold-Dust Remix)                       | 3:05  |
| 10. | That Night (YoungLoversMix)                           | 3:35  |
| 11. | For the Lonely (Dub’s Lonely Dub)                     | 5:40  |
| 12. | Life Is Cool (Feel the Echo Remix)                    | 3:47  |